# Phénol (composé)
Ne doit pas être confondu avec Acide carbonique.
Pour les articles homonymes, voir Phénol.
Le phénol, appelé aussi hydroxybenzène, acide phénique, ou encore acide carbolique, est un hydrocarbure aromatique composé d'un noyau phényle et d'une fonction hydroxyle. C'est la plus simple molécule de la famille des phénols.

## Représentations

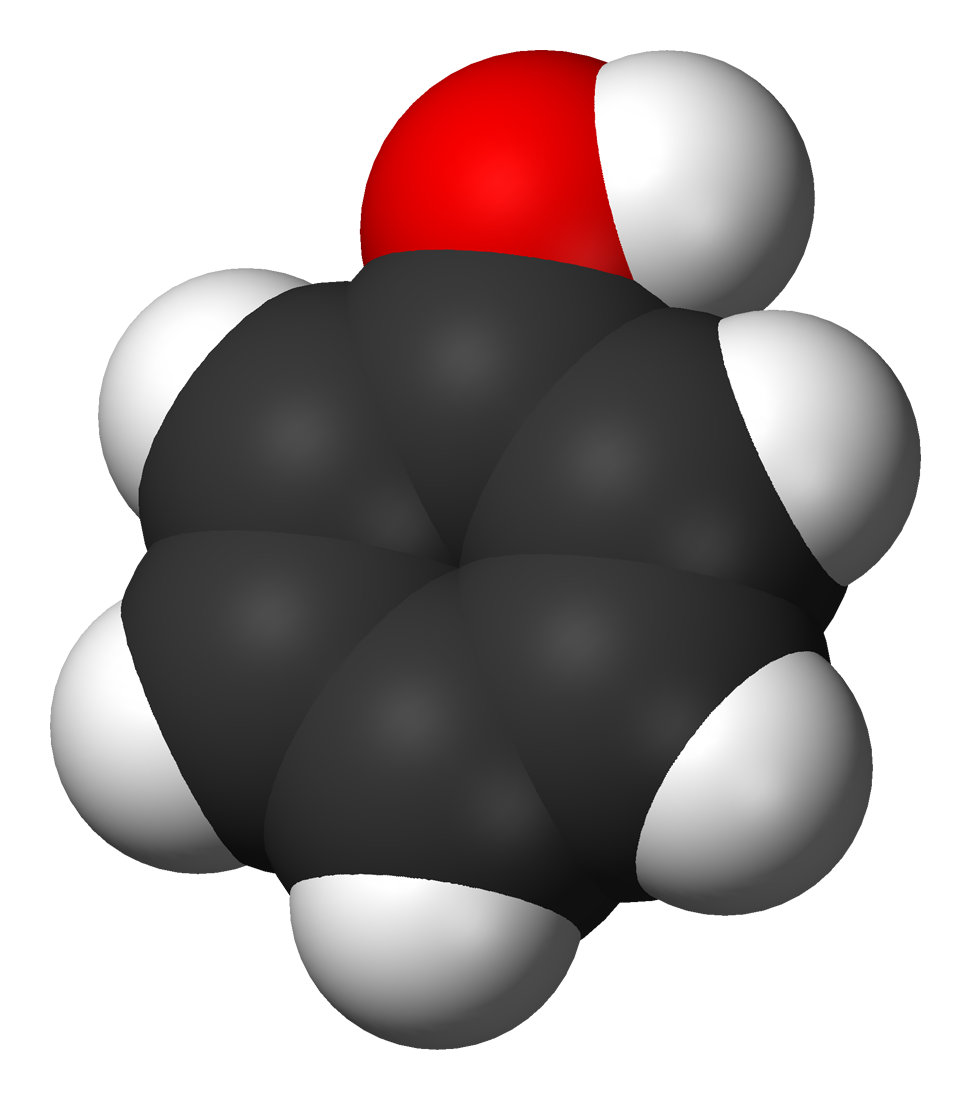
Modèle compact.
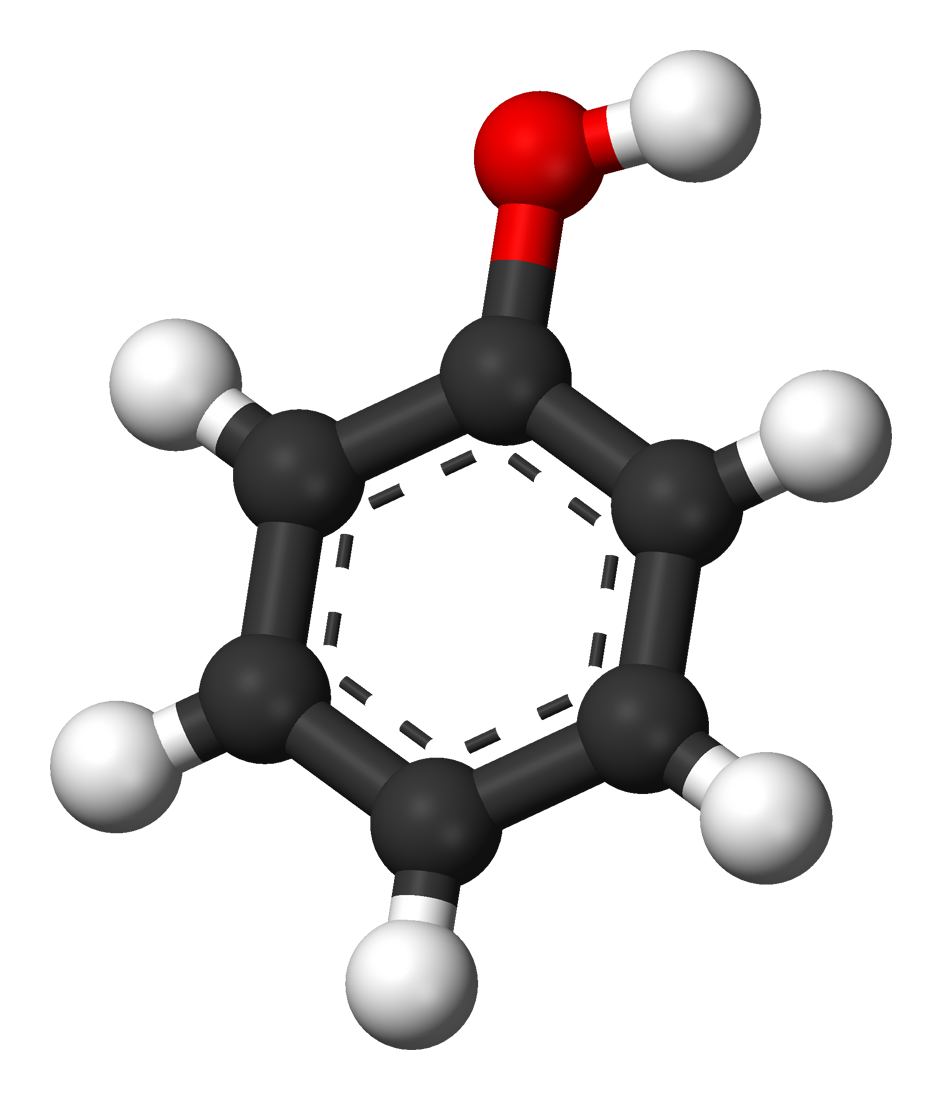
Modèle boules et bâtonnets.

## Histoire
Le phénol est découvert à l'état impur par le chimiste allemand Johann Rudolf Glauber au milieu du xviie siècle, à partir de la distillation du goudron de houille. Glauber décrit le composé comme « une huile vive et rouge sang qui assèche et guérit tous les ulcères humides ».
En 1834, Friedrich Ferdinand Runge parvient à l'isoler et le nomme alors acide carbolique.
En 1836, Auguste Laurent invente le terme « phène » pour benzène ; ceci est la racine des termes « phénol » et « phényl ».
En 1841, le chimiste français Auguste Laurent l'obtient dans une forme pure.
De 1865 aux années 1880, le phénol est utilisé comme antiseptique sous l'impulsion de Joseph Lister, permettant de réduire le taux de mortalité lors des opérations chirurgicales de 65 % à 20 %.
Le phénol est synthétisé et manufacturé, en 1889, par la firme BASF.

## Énol
Le phénol est aussi un énol (dérivé alcoolique dont la fonction alcool est portée par un atome de carbone hybridé sp2). Il est la forme tautomère de la cyclohexa-2,4-diènone. Mais contrairement à la majorité des énols, il est la forme la plus stable comparé à sa cétone tautomère, stabilité due en majorité à la présence d'un cycle aromatique non présent dans la cétone correspondante.

## Propriétés physiques

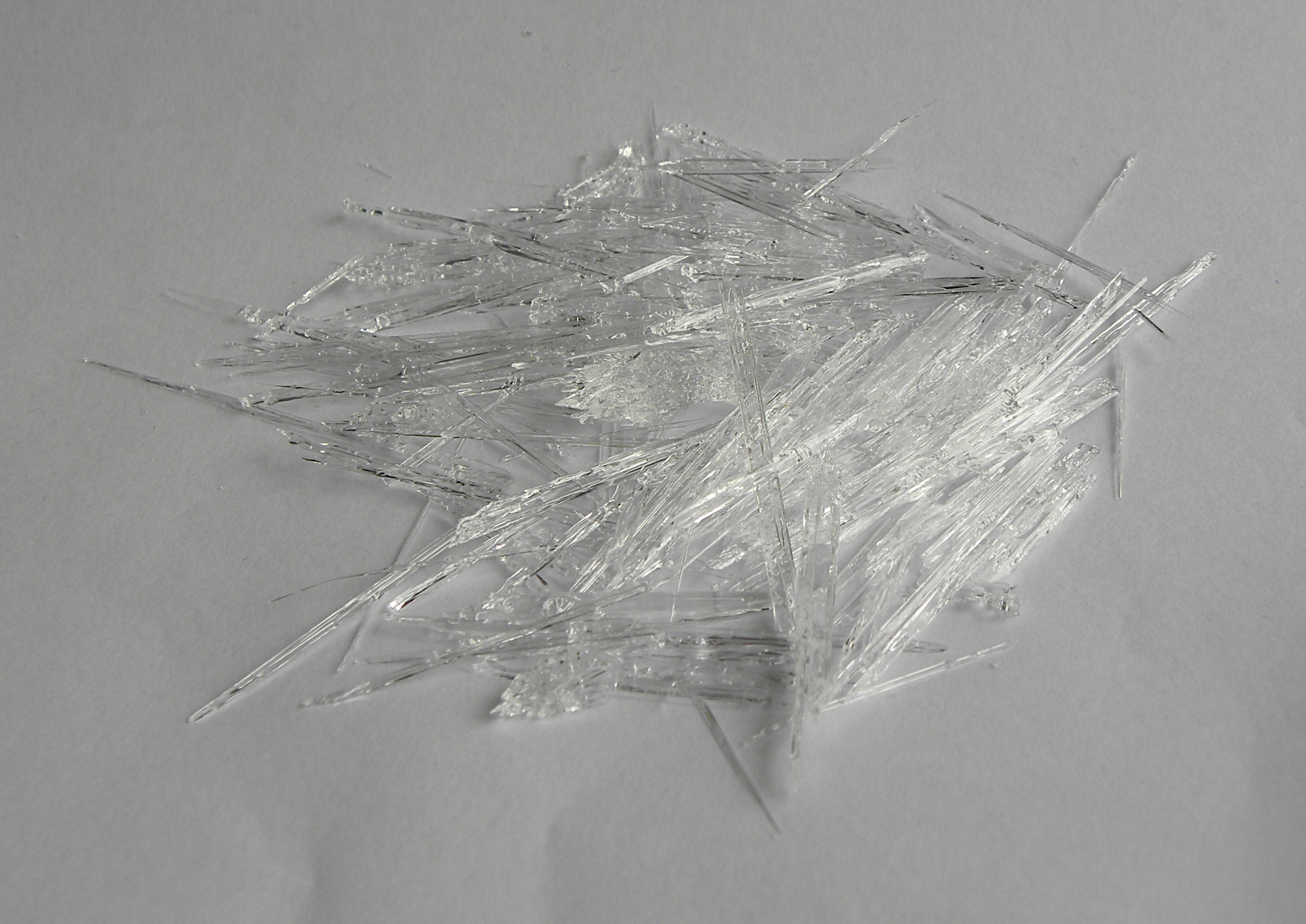
Phénol.

Le phénol a une constante molale cryoscopique de 6,84 °C∙kg/mol et une constante molale ébullioscopique de 3,54 °C∙kg/mol.
De couleur blanche à l'état pur, il a tendance à s'oxyder légèrement au contact de l'air pour donner des traces de quinones qui le colorent en rose, puis en rouge.

## Production
En 2005, le phénol a été produit à hauteur de 8,8 millions de tonnes dans le monde, dont environ 26 % aux États-Unis et 2 % en France. Le principal producteur est Ineos Phenol (Royaume-Uni) avec une capacité de production de 1,6 million de tonnes.
Le phénol est produit aujourd'hui à plus de 85 % par le procédé au cumène. Ce procédé, mis au point en 1944 par Hock et Lang, est utilisé depuis les années 1950. Son avantage réside dans la simplicité de sa mise en œuvre, son bon rendement (90 %) et le fait d'obtenir phénol et acétone à partir du cumène, disponible en grande quantité par pétrochimie. Il consiste en une oxydation du cumène par l'air fournissant l'hydroperoxyde de cumène en tant qu'intermédiaire qui, en milieu aqueux acide, donne du phénol et de l'acétone.

## Utilisation
- Les deux tiers de la production de phénol sont utilisés pour produire des plastiques (polycarbonates, résines époxyde).
- Intermédiaire important pour de nombreuses synthèses de produits pharmaceutiques. Voir Phénol (groupe).
- En parfumerie : thymol, estragol, eugénol, vanilline, etc.
- En médecine, il est surtout utilisé comme antiseptique puissant. Il est aussi utilisé en dermatologie dans le traitement des ongles incarnés (phénolisation)[24].
- En biologie moléculaire, le phénol est utilisé pour éliminer les protéines dans les protocoles d'extraction d'acides nucléiques.
- Préparation de la phénolphtaléine, un indicateur pH-métrique bien connu des chimistes.
- Par action du chlore gazeux sur le phénol, on obtient des chlorophénols, tels le 2,4,6-trichlorophénol.
- Utilisé en entomologie pour la conservation des planches d'insectes contre les moisissures.
- En alimentation, pour la conservation de la viande.
- Le phénol est utilisé pour la production de papier.
- En combinaison avec l'acide sulfurique concentré, il est utilisé comme méthode de coloration des glucides pour leur dosage par spectrophotométrie[25],[26].

## Sécurité
Le phénol est fortement corrosif pour les organismes vivants. Une solution aqueuse à 1 % suffit à provoquer des irritations sévères.
Les brûlures au phénol sont très douloureuses et longues à guérir. De plus, elles peuvent être suivies de complications graves pouvant mener à la mort par la toxicité de ce composé et sa capacité à pénétrer dans l’organisme en traversant la peau.
Ces propriétés font du phénol un agent de mutilations génitales féminines. En effet, le Dr Kellogg préconisait la brûlure au phénol du clitoris comme « remède » contre la masturbation.
Durant la Seconde Guerre mondiale, des prisonniers d'Auschwitz et d'autres camps ont été exécutés par une piqûre de phénol dans le cœur. Maximilien Kolbe a été tué par une injection de phénol dans le bras après quatorze jours de détention sans nourriture. Le médecin SS Karl Babor officiant dans le camp de Gross-Rosen était spécialiste de l'assassinat à la seringue de phénol.